# Rupt-devant-Saint-Mihiel
Rupt-devant-Saint-Mihiel ist eine französische Gemeinde mit 40 Einwohnern (Stand 1. Januar 2022) im Département Meuse in der Region Grand Est (bis 2015 Lothringen). Sie gehört zum Kanton Dieue-sur-Meuse im Arrondissement Commercy.

## Geografie
Die Gemeinde Rupt-devant-Saint-Mihiel liegt zehn Kilometer westlich von Saint-Mihiel und 24 Kilometer nordöstlich von Bar-le-Duc.

## Bevölkerungsentwicklung
| Jahr      | 1962 | 1968 | 1975 | 1982 | 1990 | 1999 | 2005 | 2019 |
| Einwohner | 86   | 63   | 64   | 56   | 61   | 53   | 50   | 48   |